# 三叉神經痛
三叉神经痛（trigeminal neuralgia，TN，TGN）是局限于三叉神经的一个或两个分支区域内，以出现严重、阵发、短暂、单侧、电击样疼痛为特征的神经痛。三叉神经痛一般仅由洗脸、刷牙、说话等日常活动诱发，且普通神经系统检查无阳性发现。证据表明，三叉神经痛是由神经根本身内部的感觉纤维的髓鞘损失引起的。
典型表现的三叉神经痛(1型)为突然爆发的一侧面部的剧烈疼痛，持续时间为数秒到数分钟，少部分患者的疼痛会持续数小时。非典型形式的三叉神经痛(2型)也呈现出三叉神经痛典型的阵阵疼痛，但同时还有叠加的持续疼痛，从闷痛到剧烈的爆发。三叉神经痛通常被医学专家认为是最痛的生理疼痛之一，并可能造成患者抑郁。
引發疼痛的確切原因雖然尚不明瞭，但據信是與位於三叉神經周圍的髓鞘缺損有關，而缺損則可能源自於腦幹的神經被血管壓迫，也有可能是因為多發性硬化症、中風或是外傷。比較少見的肇因則包括腫瘤或是腦動靜脈血管畸型。三叉神經痛屬於神經性疼痛。此症通常是在排除其他可能造成類似疼痛的病症（例如带状疱疹后神经痛）後確診。
治療方式包含藥物治療及手術。抗癲癇藥物卡马西平及奧卡西平常作為初始治療之用，且對80%的患者有療效。其他藥物治療之選擇，包含拉莫三嗪、巴氯芬片、加巴噴丁和匹莫齊特。阿米替林能減緩疼痛，而鴉片類藥物往往無法有效緩解典型的三叉神經痛。若藥物無法改善症狀，或對其他藥物產生耐受性時，可考慮進行手術治療。手術治療亦有數種不同方式。
每年發生三叉神經痛的人口比例，估計比例約為1/8000。發病患者之年齡通常超過50歲，但任何年齡都可能發生。女性發病比率多於男性。三叉神經痛之首次詳細病例描述，於1773年由約翰·費特格爾發表。

## 外部連結
- 中的“三叉神經痛”
- Trigeminal Neuralgia at NHS Choices（页面存档备份，存于）